# جین هتر
جین هتر (انگلیسی: Jean Heather؛ ۲۱ فوریهٔ ۱۹۲۱ – ۲۹ اکتبر ۱۹۹۵ (۷۴ سال)) یک هنرپیشه اهل ایالات متحده آمریکا بود.
از فیلم‌ها یا برنامه‌های تلویزیونی که وی در آن نقش داشته است می‌توان به به راه خود می‌روم و غرامت مضاعف اشاره کرد.